# Roland Rosenbauer
Roland Rosenbauer (* 8. April 1956 in Cadolzburg) ist Journalist, Schriftsteller und Übersetzer.
Roland Rosenbauer studierte Betriebswirtschaft und arbeitete als Buchhändler. Sein erster Roman Der Kälteschläfer erschien 1976 in der Terra-Astra-Reihe des Moewig-Verlags. Weitere Science-Fiction-Romane folgten. Ab 1977 begann er mit der Veröffentlichung zahlreicher Gruselkrimis unter dem Pseudonym Roger Damon. Ende der 1990er Jahre veröffentlichte er Novelisationen von Fernsehserien (Countdown X, Gene Roddenberrys Mission Erde). 2001 bis 2003 folgten Bücher zu den Serien Das Volk der Nacht (siehe Vampira) und Die Abenteurer. 2005 erschien ein Jugendsachbuch: Tessloffs Lexikon. Multimedia, Internet, Computer, Handy & Co.
Roland Rosenbauer arbeitete nach eigener Darstellung hauptberuflich ab 1985 bei Radio Charivari (damals noch Neue Welle Franken), ab 1995 bis zum 31. Dezember 2013 als Rundfunkredakteur und Moderator im Funkhaus Nürnberg, dort vorwiegend für Radio F. Er arbeitet freiberuflich im eigenen Redaktionsbüro für verschiedene Auftraggeber hauptsächlich aus dem Bereich Print und Hörfunk. Unter anderem schreibt er auch Krimi-Drehbücher.
Der Autor ist Mitglied im Pegnesischen Blumenorden.

## Werke (Auswahl)
- Countdown X – Alarm im All. (Romane zur RTL-2-Serie) Nürnberg: BSV.
  - Band 1, 1997. ISBN 3-932234-05-7
  - Band 2, 1997. ISBN 3-932234-06-5
- Mission Erde. (Romane zur VOX-Serie) Nürnberg: BSV.
  - Band 1: Entscheidungen. 1999. ISBN 3-932234-43-X
  - Band 2: Die Sonde. 1999. ISBN 3-933731-12-7
- Vampira-Romane:
  - Am Abgrund. Roman. Herausgegeben von Manfred Weinland. – Schwelm: Zaubermond-Verlag, 2001 (Das Volk der Nacht: Neue Abenteuer; Band 11)
  - Unsterblich wie der Tod. Roman. Schwelm: Zaubermond-Verlag, 2003. ISBN 3-931407-93-4 (Das Volk der Nacht: Neue Abenteuer; Band 16)
- Die Abenteurer:
  - In der schwarzen Stadt. Ein Roman. Schwelm: Zaubermond-Verlag, 2003 (Band 14)
- Unser 20. Jahrhundert. Anthologie des Deutschen Schriftstellerverbandes (VS), Regionalgruppe Nürnberg. (Als Herausgeber) Nürnberg: Rüger, 2002. ISBN 3-932717-15-5 (Edition Knurrhahn)

### Krimianthologien und andere Anthologien
- Nürnberger Morde. Wellhöfer, 2009, ISBN 978-3-939540-10-6.
- Der Henker von Nürnberg. Wellhöfer, 2010, ISBN 978-3-939540-61-8.